# Welyka Kisnyzja
Welyka Kisnyzja (ukrainisch Велика Кісниця; russisch Великая Косница Welikaja Kosniza) ist ein Dorf im Rajon Mohyliw-Podilskyj in der ukrainischen Oblast Winnyzja mit etwa 3200 Einwohnern (2006).
Das 1700 gegründete Dorf liegt am Ufer des Dnister an der Grenze zur Republik Moldau 23 km südöstlich vom Rajonzentrum Jampil und etwa 140 km südlich vom Oblastzentrum Winnyzja.
Am 12. Juni 2020 wurde das Dorf ein Teil der neugegründeten Stadtgemeinde Jampil, bis dahin bildete es die gleichnamige Landratsgemeinde Welyka Kisnyzja (Великокісницька сільська рада/Welykokisnyzka silska rada) im Südosten des Rajons Jampil.
Am 17. Juli 2020 kam es im Zuge einer großen Rajonsreform zum Anschluss des Rajonsgebietes an den Rajon Mohyliw-Podilskyj.